# Marie Hackin
Pour les articles homonymes, voir Hackin.
Marie Parmentier (1905-1941), plus connue sous son nom d'épouse Marie Hackin, souvent appelée Ria Hackin, est une archéologue et résistante française de la Seconde Guerre mondiale. Officier des Forces françaises libres, elle participe à l'organisation du Corps des volontaires françaises au sein de la France libre. Disparue en mer à la suite d'un torpillage, elle est faite compagnon de la Libération à titre posthume et reçoit la croix de guerre 1939-1945 avec palme.

## Biographie
Marie, Maria (tel qu'orthographié sur la table décennale des actes d'état civil de la commune de Rombas) ou Ria Parmentier, fille d'un employé luxembourgeois, naît à Rombas le 7 septembre 1905, alors que la Moselle est allemande. Marie Parmentier effectue des études d'archéologie à l'École du Louvre, à Paris. En 1923, elle épouse l'archéologue et philologue Joseph Hackin, directeur du musée Guimet, et elle devient alors Française,. Durant un voyage au Moyen Orient au début des années 1920, le couple rencontre l'archéologue Alfred Foucher (avec lequel son mari travaille) et son épouse Ena.
En 1937, sous la direction de son mari, Marie Hackin dirige un des deux chantiers de fouilles à Begrâm en Afghanistan. Elle y découvre le trésor de Begrâm. Elle réalise également un film documentaire sur les sites archéologiques et leur région.
En 1939, le couple se trouve à Bombay où Joseph Hackin est en mission.
Dès juillet 1940, Joseph Hackin télégraphie son ralliement au général de Gaulle. Arrivé à Londres en octobre 1940, il est chargé de coordonner les relations entre divers comités de la France libre de par le monde. 
Marie Hackin rejoint la France libre, avec le grade de sous-lieutenant, le 26 décembre 1940. Elle est l'adjointe de Simonne Mathieu et contribue à organiser le corps féminin de la France libre, le Corps des volontaires françaises,.
Le général de Gaulle ayant nommé Joseph Hackin « délégué de la France libre » en Inde, elle est désignée pour partir avec lui. Les époux Hackin embarquent sur le cargo Jonathan Holt, en février 1941. Le cargo parti de Liverpool est torpillé au large des Îles Féroé. Marie Hackin et son époux disparaissent le jour même dans le naufrage, le 24 février 1941.
Parmi les 1 038 personnes distinguées comme compagnons de la Libération, seulement six femmes ont été récompensées. Marie Hackin est la première de ces six femmes.

## Œuvres
- Recherches archéologiques à Begram : chantier n° 2 (1937), avec J. Hackin, Paris, Les Éditions d'art et d'histoire, 1939, 2 vol., 141 p.
- (de) Führer zu den buddhistischen Höhlenklöstern und Kolossolstatuen. Alleinberechtigte deutsche Ausgabe, avec Joseph Hackin, Paris, Les Éditions d'art et d'histoire, 1939, 68 p.
- Légendes et coutumes afghanes, avec Ahmad Ali Kohzad, publications du Musée Guimet, Presses universitaires de France, 1953 (posthume), 204 p.
- Nouvelles recherches archéologiques à Begram : ancienne Kâpici : 1939-1940, avec J. Hackin (dir.) et al., Paris, Presses universitaires, 1954, 2 vol., 357 p.

## Hommages et distinctions
Elle est reconnue « Morte pour la France ».

### Décorations
- Compagnon de la Libération à titre posthume par décret du 13 mai 1941.
- Croix de guerre 1939–1945, palme de bronze.
- Médaille commémorative française de la guerre 1939–1945.

### Autres hommages
- Rue Joseph-et-Marie-Hackin, dans le 16e arrondissement de Paris.
- « Joseph et Ria Hackin, couple d'origine luxembourgeoise au service des arts asiatiques et de la France », exposition organisée dans le cadre de l'accord culturel franco-luxembourgeois, réalisée avec le concours du musée Guimet, exposition du 11 novembre 1987 au 3 janvier 1988 au musée national d'histoire et d'art, Luxembourg.